# Wierzchownia (jezioro)
Wierzchownia – jezioro w Polsce, położone w województwie kujawsko-pomorskim, w powiecie brodnickim, w gminie Górzno, na terenie Równiny Urszulewskiej.

## Dane morfometryczne
Powierzchnia zwierciadła wody wynosi 5,7 ha.
Zwierciadło wody położone jest na wysokości 124,4 m n.p.m.. Średnia głębokość jeziora wynosi 2,4 m, natomiast głębokość maksymalna 2,7 m.
Na podstawie badań przeprowadzonych w 1996 roku wody jeziora zaliczono do II klasy czystości i II poza kategorią podatności na degradację.

## Hydronimia
Według urzędowego spisu opracowanego przez Komisję Nazw Miejscowości i Obiektów Fizjograficznych (KNMiOF) nazwa tego jeziora to Wierzchownia.